# Heiratsmarkt
Ein Heiratsmarkt ist im ursprünglichen Sinne ein ländliches Volksfest. Im übertragenen Sinne wird die Bezeichnung als „auf dem Heiratsmarkt stehen“ für Kontaktanzeigen in Zeitungen und für Singlebörsen verwendet; Hochschulen gelten allgemein als moderner Heiratsmarkt für Akademiker.

## Geschichte
In früheren Zeiten, als die Mobilität in ländlichen Regionen noch sehr eingeschränkt und die Bewohner eines Dorfes meist untereinander verwandt waren, wurde jährlich ein festlicher Heiratsmarkt veranstaltet, um Eheschließungen über Dorfgrenzen hinweg anzubahnen und Inzucht zu vermeiden. Viele der heutigen Volksfeste wie Jahrmärkte und Kirmes entwickelten sich aus Heiratsmärkten. Seit die Mobilität in Europa allgemein gestiegen ist, haben die Jahrmärkte ihre Bedeutung als Heiratsmärkte jedoch verloren.
Als Heiratsmarkt oder als Möglichkeit, einen passenden Lebenspartner zu finden, galten auch Hochzeiten, bei denen Freunde und Familien eine große Gesellschaft bildeten und eine zwanglose Annäherung möglich war. Diese Eigenschaft wurde im Laufe der Zeit durch das vermehrte Abendangebot in den Städten und den ländlichen Diskothekenbesuchen abgelöst.

## Gegenwart
In Bulgarien veranstaltet der traditionelle Clan der Kesselschmiede (eine Untergruppe der Roma) einen jährlichen Brautmarkt, bei dem sich die heiratswilligen Frauen auf der Suche nach einem zahlungswilligen Ehemann präsentieren. Zu diesem festlichen Treffen kommen Clanmitglieder aus ganz Bulgarien, weil Heiraten nur innerhalb des Clans geboten sind (endogame Heiratsregel). Heiratswillige Männer müssen den Eltern der erwünschten Braut Geld bieten (zwischen 5.000 und 20.000 Euro), damit sie in eine Eheschließung einwilligen. Der Vorgang stellt einen symbolischen „Brautkauf“ dar, der zur materiellen Absicherung der Eltern dient und nicht gegen den Willen der Frau stattfindet.
In Vietnam pflegt das Volk der Hmong bis heute ihre Tradition eines jährlichen Heiratsmarktes meist Anfang Mai.

## Liste bekannter Heiratsmärkte
- Brokser Heiratsmarkt, Volksfest in Bruchhausen-Vilsen in Niedersachsen
- Jauernicker Heiratsmarkt in der Gemeinde Markersdorf in Sachsen[5]
- Kaltennordheimer Heiratsmarkt, Pfingstfest in der Stadt Kaltennordheim in Thüringen
- Heiratsmarkt an der Hühnerkirche in Hünstetten, Hessen (bis in die 1960er-Jahre)
- Leisenwalder Heiratsmarkt in der Stadt Wächtersbach in Hessen (seit über 300 Jahren, laut einer Akte von 1680)